# Зольтер, Фани
Фани Зольтер (нем. Fany Solter; род. 1944, Ильеус, Баия, Бразилия) — бразильско-немецкая пианистка.
Родилась в семье еврейских эмигрантов из России. Училась в Бразилии у Хомеро Магальяиша, затем окончила Фрайбургскую Высшую школу музыки у Карла Зеемана. В 1972—1976 гг. преподавала там же, с 1976 г. профессор фортепиано в Высшей школе музыки Карлсруэ, в 1984—2001 гг. её ректор. Почётный доктор Университета Карлсруэ (2001). В 1994 г. гастролировала в Санкт-Петербурге в составе делегации музыкантов из Карлсруэ в рамках фестиваля «Шумановские дни в Санкт-Петербурге».